# Lista över fornlämningar i Kristianstads kommun (Vä)
Lista över fornlämningar i Kristianstads kommun (Vä) är en förteckning av ett urval av de fornlämningar som finns i Vä i Kristianstads kommun.
| Namn                           | Lämningstyp                 | Tillkomsttid | Historisk indelning | Plats | Läge                 | ID-nr          | Bild                                 |
| ------------------------------ | --------------------------- | ------------ | ------------------- | ----- | -------------------- | -------------- | ------------------------------------ |
| Vä 4:1                         | Stensättning                |              | Vä, Skåne           |       | 55.962751, 14.055131 | 10114600040001 | Ladda upp en bild av detta fornminne |
| Vä 4:2                         | Stensättning                |              | Vä, Skåne           |       | 55.962952, 14.055053 | 10114600040002 | Ladda upp en bild av detta fornminne |
| Vä 4:3                         | Stensättning                |              | Vä, Skåne           |       | 55.962901, 14.055250 | 10114600040003 | Ladda upp en bild av detta fornminne |
| Vä 7:1                         | Gravfält                    |              | Vä, Skåne           |       | 55.965263, 14.059309 | 10114600070001 | Ladda upp en bild av detta fornminne |
| Vä 13:1                        | Gravfält                    |              | Vä, Skåne           |       | 55.980807, 14.076277 | 10114600130001 | Ladda upp en bild av detta fornminne |
| Vä 13:2                        | Hällristning                |              | Vä, Skåne           |       | 55.980745, 14.076259 | 10114600130002 | Ladda upp en bild av detta fornminne |
| Vä 14:1                        | Hög                         |              | Vä, Skåne           |       | 55.983603, 14.089043 | 10114600140001 | Ladda upp en bild av detta fornminne |
| Vä 17:1                        | Grav markerad av sten/block |              | Vä, Skåne           |       | 55.987696, 14.084527 | 10114600170001 | Ladda upp en bild av detta fornminne |
| Helgeandshuset (Vä 18:1)       | Kyrka/kapell                |              | Vä, Skåne           |       | 55.988224, 14.085217 | 10114600180001 | Ladda upp en bild av detta fornminne |
| Tingsgården (Vä 19:1)          | Gravfält                    |              | Vä, Skåne           |       | 55.993652, 14.068035 | 10114600190001 | Ladda upp en bild av detta fornminne |
| Vä 22:1                        | Hög                         |              | Vä, Skåne           |       | 55.994908, 14.049626 | 10114600220001 | Ladda upp en bild av detta fornminne |
| Vä 22:2                        | Stensättning                |              | Vä, Skåne           |       | 55.995097, 14.049612 | 10114600220002 | Ladda upp en bild av detta fornminne |
| Vä 22:3                        | Stensättning                |              | Vä, Skåne           |       | 55.994964, 14.049295 | 10114600220003 | Ladda upp en bild av detta fornminne |
| Vä 24:1                        | Hög                         |              | Vä, Skåne           |       | 56.000100, 14.067179 | 10114600240001 | Ladda upp en bild av detta fornminne |
| Vä 25:1                        | Stensättning                |              | Vä, Skåne           |       | 55.999830, 14.065872 | 10114600250001 | Ladda upp en bild av detta fornminne |
| Vä 26:1                        | Stensättning                |              | Vä, Skåne           |       | 56.002701, 14.051053 | 10114600260001 | Ladda upp en bild av detta fornminne |
| Vä 28:1                        | Hällristning                |              | Vä, Skåne           |       | 55.993439, 14.087950 | 10114600280001 | Ladda upp en bild av detta fornminne |
| Vä 31:1                        | Stenkammargrav              |              | Vä, Skåne           |       | 55.997774, 14.104890 | 10114600310001 | Ladda upp en bild av detta fornminne |
| S:ta Gertruds kapell (Vä 38:1) | Kyrka/kapell                |              | Vä, Skåne           |       | 55.992679, 14.085180 | 10114600380001 | Ladda upp en bild av detta fornminne |
| Vä 41:1                        | Kyrka/kapell                |              | Vä, Skåne           |       | 55.956553, 14.060055 | 10114600410001 | Ladda upp en bild av detta fornminne |
| Vä 42:1                        | Begravningsplats            |              | Vä, Skåne           |       | 55.956511, 14.059532 | 10114600420001 | Ladda upp en bild av detta fornminne |
| Vä 68:1                        | Fästning/skans              |              | Vä, Skåne           |       | 56.003330, 14.070232 | 10114600680001 | Ladda upp en bild av detta fornminne |
| Vä 69:1                        | Fästning/skans              |              | Vä, Skåne           |       | 56.004572, 14.066145 | 10114600690001 | Ladda upp en bild av detta fornminne |
| Vä 116:1                       | Hällristning                |              | Vä, Skåne           |       | 55.981799, 14.092831 | 10114601160001 | Ladda upp en bild av detta fornminne |
| Vä 150:1                       | Röse                        |              | Vä, Skåne           |       | 55.980642, 14.075451 | 10114601500001 | Ladda upp en bild av detta fornminne |
| Vä 166:1                       | Begravningsplats            |              | Vä, Skåne           |       | 55.963464, 14.068289 | 10114601660001 | Ladda upp en bild av detta fornminne |
| Vä 185:1                       | Hög                         |              | Vä, Skåne           |       | 56.005786, 14.061335 | 10114601850001 | Ladda upp en bild av detta fornminne |
| Vä 208:1                       | Hällristning                |              | Vä, Skåne           |       | 55.997083, 14.066558 | 10114602080001 | Ladda upp en bild av detta fornminne |
| Vä 209:1                       | Hällristning                |              | Vä, Skåne           |       | 55.999321, 14.063758 | 10114602090001 | Ladda upp en bild av detta fornminne |
| Vä 211:1                       | Stensättning                |              | Vä, Skåne           |       | 55.999452, 14.066564 | 10114602110001 | Ladda upp en bild av detta fornminne |
| Vä 211:2                       | Stensättning                |              | Vä, Skåne           |       | 55.999579, 14.066750 | 10114602110002 | Ladda upp en bild av detta fornminne |
| Vä 212:1                       | Hällristning                |              | Vä, Skåne           |       | 56.003829, 14.067508 | 10114602120001 | Ladda upp en bild av detta fornminne |
| Vä 215:1                       | Hällristning                |              | Vä, Skåne           |       | 55.991223, 14.054125 | 10114602150001 | Ladda upp en bild av detta fornminne |
| Vä 217:1                       | Stensättning                |              | Vä, Skåne           |       | 56.015861, 14.023522 | 10114602170001 | Ladda upp en bild av detta fornminne |
| Vä 217:2                       | Stensättning                |              | Vä, Skåne           |       | 56.015843, 14.023980 | 10114602170002 | Ladda upp en bild av detta fornminne |
| Vä 220:1                       | Stensättning                |              | Vä, Skåne           |       | 55.998413, 14.065550 | 10114602200001 | Ladda upp en bild av detta fornminne |
| Vä 221:1                       | Hällristning                |              | Vä, Skåne           |       | 55.982963, 14.089928 | 10114602210001 | Ladda upp en bild av detta fornminne |
| Vä 223:1                       | Hällristning                |              | Vä, Skåne           |       | 55.977117, 14.091078 | 10114602230001 | Ladda upp en bild av detta fornminne |
| Lunna rör (Vä 224:1)           | Röse                        |              | Vä, Skåne           |       | 55.965888, 14.060811 | 10114602240001 | Ladda upp en bild av detta fornminne |
| Vä 225:1                       | Hällristning                |              | Vä, Skåne           |       | 55.965716, 14.060682 | 10114602250001 | Ladda upp en bild av detta fornminne |
| Vä 226:1                       | Hällristning                |              | Vä, Skåne           |       | 55.967252, 14.063119 | 10114602260001 | Ladda upp en bild av detta fornminne |
| Vä 227:1                       | Hällristning                |              | Vä, Skåne           |       | 55.977878, 14.090597 | 10114602270001 | Ladda upp en bild av detta fornminne |
| Vä 228:1                       | Stensättning                |              | Vä, Skåne           |       | 56.011147, 14.032884 | 10114602280001 | Ladda upp en bild av detta fornminne |
| Vä 232:1                       | Grav- och boplatsområde     |              | Vä, Skåne           |       | 55.989675, 14.116919 | 10114602320001 | Ladda upp en bild av detta fornminne |